# Alcobendas
Alcobendas – miasto położone w centralnej Hiszpanii w regionie wspólnoty autonomicznej Madrytu ok. 13 km od centrum Madrytu.
W Alcobendas urodziła się hiszpańska aktorka Penélope Cruz, a także zmarł amerykański piosenkarz Bing Crosby.

## Współpraca
- Épinay-sur-Seine, Francja

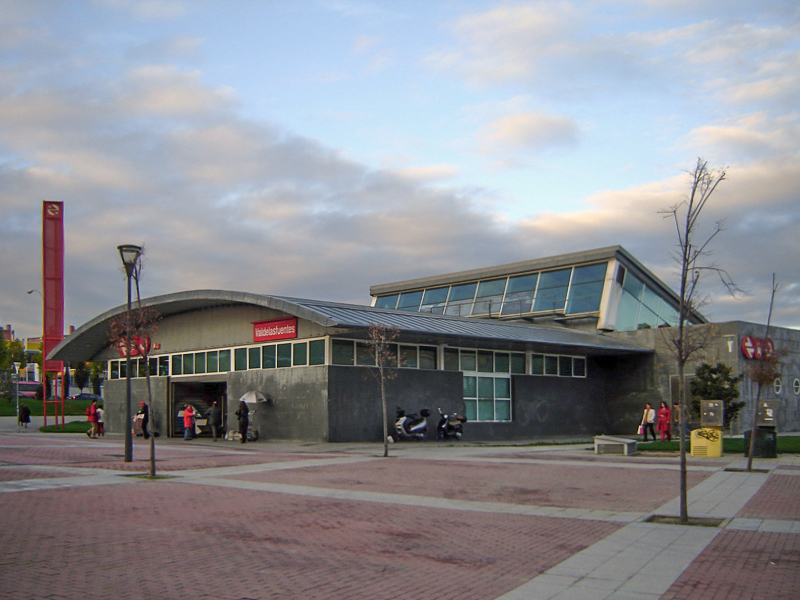
Stacja Valdelasfuentes jedna z dwóch w mieście